# NGC 7338
NGC 7338 is een dubbelster in het sterrenbeeld Pegasus. Het hemelobject werd in 1882 ontdekt door de Duitse astronoom Ernst Wilhelm Leberecht Tempel.